# Cuatro Ciénegas
Cuatro Ciénegas är en kommun i Mexiko.   Den ligger i delstaten Coahuila, i den centrala delen av landet, 900 km norr om huvudstaden Mexico City.
Följande samhällen finns i Cuatro Ciénegas:
- Estanque del León
- Tanque Nuevo
- Estanque de Palomas